# Прозвища князей средневековой Руси
Многие князья средневековой Руси в историографии и, как следствие, в новейшем историческом сознании наделены различными прозвищами и неотделимы от этих именований. Прозвища князей создавались обычно позднее их жизни, некоторые имели книжное происхождение. Бо́льшая часть этих прозвищ возникла ещё в средневековую эпоху.
В русской историографической традиции известно два случая, когда была предпринята попытка создать целую систему прозвищ правителей страны: в начале XV века — автором внелетописной статьи «А се князи русьстии», и в конце XVIII века литератором Тимофеем Мальгиным. Вторая попытка не повлияла на последующую практику.
Прозвищ только князей, деятельность которых относится ко времени ранее XV века, в историографии упоминается более четырёх десятков. К числу наиболее расхожих и в современном сознании соединённых с именами прозвищ принадлежат Владимир Святой, Ярослав Мудрый, Владимир Мономах, Юрий Долгорукий, Андрей Боголюбский, Всеволод Большое Гнездо, Мстислав Удалой, Александр Невский, Иван Калита, Дмитрий Донской.
Случаи именования князей по месту княжения (галицкий, тверской, черниговский и др.) представляют собой другое явление, чем прозвища.

## Время появления
Княжеские прозвища фиксируются в исторических источниках с разного времени, за небольшим исключением — относящихся к более позднему времени, чем период, в который действовали эти князья, в связи с чем делается вывод, что прозвища давались князьям позднее их жизни. Только некоторые эти прозвища были даны современниками (Мономах, Боголюбский). В источниках домонгольского периода прозвища читаются очень редко. Определённо можно утверждать о существовании прижизненных прозвищ Чермный у Всеволода Святославича Черниговского и Немой (Немый) у Мстислава Ярославича Луцкого. Предположительно, довольно рано появились прозвища Вещий у Олега и Окаянный у Святополка.
С XIV века прозвища князей встречаются чаще (Калита, Коротопол, Кропива, Ноготь). Особое распространение получают с XV века. Появляется тенденция давать прозвища также князьям прошлого, что читается в дополнительных статьях Новгородской первой летописи младшего извода середины XV века. Развитие эта практика получает в родословных книгах XVI века.
Ранним источником, где упомянуты княжеские прозвища (созданные книжниками, а не данные современниками) является внелетописная статья «А се князи русьстии»: Юрий Долгорукий, Всеволод Большое Гнездо, Александр Невский, Даниил Московский и Иван Калита. Эта статья присутствует в ряде летописей и рукописных сборников XV—XVII веков, наиболее ранний из которых — Комиссионный список Новгородской первой летописи младшего извода середины XV века.

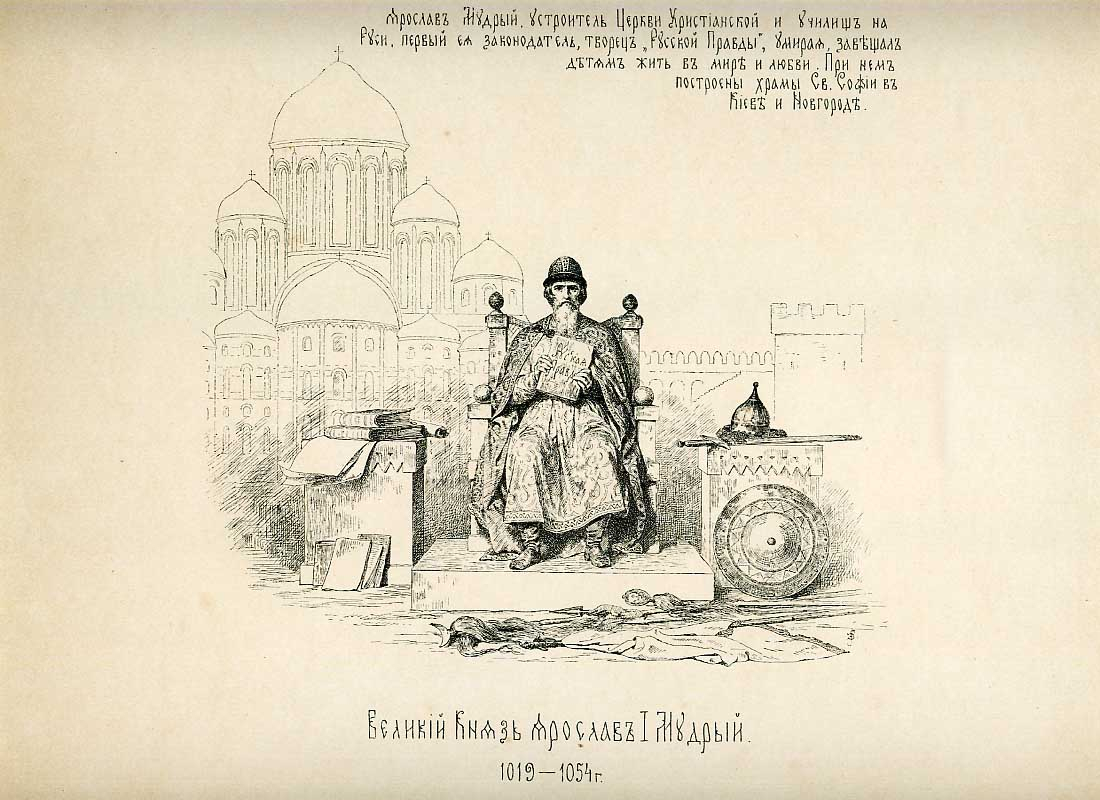
Великий Князь Ярослав I Мудрый, альбом «История Государства Российского в изображениях державных его правителей с кратким пояснительным текстом», рисунок В. П. Верещагина, 1896

Прозвище Ярослава Владимировича Мудрый связано с высказыванием историка Н. М. Карамзина: «Ярослав заслужил в летописях имя Государя мудрого», которое он сделал с опорой на летописные источники, содержащие определения (не прозвища) этого князя церк.-слав. премудрыи и богомудрыи (по этой причине А. А. Горский отмечает, что высказывание Карамзина не соответствует действительности). Словосочетание Ярослав Мудрый закрепилось в историографии позднее, с конца XIX — начала XX веков. Ошибочное прозвище Мстислава Мстиславича (ум. 1228) Удалой вошло в историографию начиная с историка С. М. Соловьёва, который опирался на посмертную характеристику князя церк.-слав. ѹдатныи в Галицко-Волынской летописи. В действительности «удатный» означает «удачливый». 

## Цели создания и толкования
Повествование и, соответственно, история русской государственности в статье «А се князи рустии» начинается с основания Владимиром Мономахом города Владимира-на-Клязьме, киевский период истории отсутствует. В перечне русских князей только креститель Руси князь Владимир Святославич назван Великим, остальные киевские князья остались без прозвищ. Эта особенность почти без изменений сохранилась до настоящего времени, только в XIX веке князь Ярослав Владимирович в историографии начал именоваться Мудрым. Автор статьи «А се князи рустии» решал важную для своего времени идеологическую и историософскую задачу по утверждению династии московских князей. В историографии XV—XVIII веков прослеживается продолжение этой традиции — прозвищами были наделены преемники Ивана Калиты Симеон Гордый в XVI веке, Иван Красный в XVIII веке, Дмитрий Донской в XV — начале XVI века, Василий Тёмный в XVIII веке, Иван Грозный в XVI веке.
Княжеские прозвища, которые были даны древнерусскими книжниками, присвоены князьям, прямо или косвенно связанным с Московским княжеством. Первым в этом ряду стоит Юрий Долгорукий, затем следуют Всеволод Большое Гнездо, Александр Невский, Даниил Московский, Иван Калита, Симеон Гордый, Дмитрий Донской, Василий Тёмный. Грозным в исторической литературе XVI—XVII века именовались как Иван III, так и Иван IV.
В других европейских странах прозвища правителей чаще всего возникали не стихийно, а изобретались, причём в форме определённого комплекса, в соответствии с создаваемой историографической концепцией. Подобное творчество имело место и в русской историографической традиции XVIII века. В конце этого столетия литератором и общественным деятелем Тимофеем Мальгиным было составлено пособие по русской истории «Зерцало российских государей» (было выпущено три издания и готовилось четвёртое), в котором автор перечислил и дал краткие характеристики всем правителям России, от Рюрика до Екатерины II. В первом издании книги (1789) Мальгиным были предложены новые прозвища трёх правителей: Василий Тёмный — как Тёмный, так и Слепой, а Иван III — Угрюмый, или Важный. Во втором издании автор предложил прозвища для всех правителей России. Большинство из них в историографии появились впервые. Так, предлагались следующие именования: Рюрик — Родообновительный, Олег — Премудрый, Игорь — Отважный, Святослав Игоревич — Храбрый, Ярослав Владимирович — Славный, Всеволод Ярославич — Тихий, Михалко Юрьевич — Любомудрый, Всеволод III — Благосердый, Юрий Всеволодович — Святой, Ярослав Всеволодович — Храбрый, Даниил Александрович — Мирный, Юрий Данилович — Упругий, Иван Иванович (отец Дмитрия Донского) — Красный (это прозвище читается уже у В. Н. Татищева), или Молодой, Василий Дмитриевич — Великодушный, Иван III — Важный, или Великий, Василий III — Храбрый, царь Фёдор Иванович — Мягкосердый, царь Василий Шуйский — Злополучный, царь Алексей Михайлович — Остроумный и др. В третьем издании: Игорь Рюрикович — Дерзосердый, Ярослав Всеволодович — Благодушный, Иван III — Скопитель или Великий и др. Придуманные Мальгиным прозвища к настоящему времени почти забыты, что свидетельствует о нежизнеспособности произвольных наименований для исторических героев.
В разное время предлагались различные толкования прозвищ. Позднейшие толкования могут затруднять понимание смысла, который вкладывался в прозвище его создателем.
В историографии в качестве прозвищ часто воспринимали определения, которые, вероятно, не были распространёнными (Красный, Буй-тур, Гориславич, Осмомысл в Слове о полку Игореве).